# On the Sunday of Life...
On the Sunday of Life... es el álbum debut de la banda inglesa de rock progresivo Porcupine Tree, editado en julio de 1991. Es un recopilatorio de las mejores canciones de las dos casetes que grabó Steven Wilson, creador y compositor del proyecto, entre 1989 y 1990, Tarquin's Seaweed Farm y The Nostalgia Factory. Muchas de las letras del disco fueron escritas por Alan Duffy, un compañero de colegio de Wilson.
Fue remasterizado y reeditado por Delerium Records en 1997.

## Lista de canciones

### Primera parte
1. "Music for the Head" – 2:42
2. "Jupiter Island" – 6:12
3. "Third Eye Surfer" – 2:50
4. "On the Sunday of Life..." – 2:07
5. "The Nostalgia Factory" – 7:28

### Segunda parte
1. "Space Transmission" – 2:59
2. "Message from a Self-Destructing Turnip" – 0:27
3. "Radioactive Toy" – 10:00
4. "Nine Cats" – 3:53

### Tercera parte
1. "Hymn" – 1:14
2. "Footprints" – 5:56
3. "Linton Samuel Dawson" – 3:04
4. "And the Swallows Dance Above the Sun" – 4:05
5. "Queen Quotes Crowley" – 3:48

### Cuarta parte
1. "No Luck With Rabbits" – 0:46
2. "Begonia Seduction Scene" – 2:14
3. "This Long Silence" – 5:05
4. "It Will Rain for a Million Years" – 10:51